# Szecsődy Kálmán
Szecsődy Kálmán (Körmend, 1858. február 27. – 1907 után) földbirtokos, országgyűlési képviselő.

## Élete
Szecsődy Lajos és Kutasi Teréz törvénytelen gyermekeként született, a szülők 1871. december 31-én kötött házasságukkal törvényesítették. A középiskola elvégzése után átvette birtokának kezelését, és gazda lett. Élénk részt vett a megyei függetlenségi párt mozgalmaiban; a párt 1882-ben alelnökévé is választotta. Ezután a megyei közgyűléseken is élénk részt vett. Az 1884. évi választások alkalmával föllépett képviselőnek a körmendi kerületben, de kisebbségben maradt és e kerület csak 1887-ben küldte fel az országgyűlésre. Pártja a függetlenségi kör egyik jegyzőjévé választotta. 1902. július 17. és 1903. április 1. között lopás miatt ült börtönben. Szabadulása után Fiuméban telepedett meg, majd 1903-ban a belügyminisztériumtól útlevelet kért Amerikába.

## Munkái
- A függetlenségi és 48-as párt feladatáról. Körmend, 1887.
- Az elitélt sorsa. A budapesti 1905. szept. 3-ra egybehívott VII. nemzetközi börtönügyi congressus alkalmára... 1905.